# کیزلارسکیسی (کوزان)
کیزلارسکیسی (به ترکی استانبولی: Kızlarsekisi) یک منطقهٔ مسکونی در ترکیه است که در قوزان (ترکیه) واقع شده‌است.